# Галерија грбова Бугарске
Галерија грбова Бугарске обухвата актуелни грб Републике Бугарске, њене историјске грбове, као и грбове њених покрајина.

## Актуелни грб Бугарске
- Грб
 Бугарске
- Друга верзија грба
 Бугарске

## Историјски грбови Бугарске
- Монограм 
 Старе Велике Бугарске 
 (632–668)
- Монограм 
 Првог бугарског царства 
 (681–1018)
- Грб 
 Другог бугарског царства 
 (1185–1396)
- Грб 
 Бугарске под српским утицајем 
 (1346–1371)
- Грб 
 Османске Бугарске 
 у Илирским грбовницима
- Грб 
 Кнежевине Бугарске 
 (1878–1908)
- Грб 
 Краљевине Бугарске 
 (1908–1946)
- Грб 
 Народне Републике Бугарске 
 (1946–1990)

## Области Бугарске
- Грб града
 Софије

## Грбови општина у Благоевградској области
- Грб општине Банско
- Грб општине Сатовача
- Грб општине Благоевград
- Грб општине Гоце Делчев

## Грбови општина у Бургаској области
- Грб општине Ајтос
- Грб општине Бургас
- Грб општине Камено
- Грб општине Мало Трново
- Грб општине Несебар
- Грб општине Обзор
- Грб општине Поморије
- Грб општине Созопол
- Грб општине Приморско

## Грбови општина у Варненској области
- Грб општине Варна

## Грбови општина у Видинској области
- Грб општине Белоградчик
- Грб општине Видин

## Грбови општина у Врачанској области
- Грб општине Враца
- Грб општине Мездра
- Грб општине Мизија
- Грб општине Орјахово
- Грб општине Роман

## Грбови општина у Габровској области
- Грб општине Габрово
- Грб општине Дрјаново
- Грб општине Севлијево
- Грб општине Трјавна

## Грбови општина у Добричкој области
- Грб општине Балчик
- Грб општине Каварна
- Грб општине Добрич
- Грб општине Шабла

## Грбови општина у Јамболској области
- Грб општине Јелхово
- Грб општине Јамбол

## Грбови општина у Крџалијској области
- Грб општине Ардино
- Грб општине Крумовград
- Грб општине Крџали
- Грб општине Џебел

## Грбови општина у Ловечкој области
- Грб општине Јабланица
- Грб општине Летница
- Грб општине Ловеч
- Грб општине Луковит
- Грб општине Тетевен
- Грб општине Тројан
- Грб општине Угрчин
- Грб општине Лом
- Грб општине Монтана
- Грб општине Ћипровци

## Грбови општина у Пазарџичкој области
- Грб општине Батак
- Грб општине Белово
- Грб општине Брацигово
- Грб општине Велинград
- Грб општине Пазарџик
- Грб општине Панађуриште
- Грб општине Пештера
- Грб општине Ракитово
- Грб општине Септември
- Грб општине Стрелча

## Грбови општина у Перничкој области
- Грб општине Радомир
- Грб општине Перник
- Грб општине Трн

## Грбови општина у Плевенској области
- Грб општине Белене
- Грб општине Доња Митрополија
- Грб општине Левски
- Грб општине Плевен
- Грб општине Червен Брјаг

## Грбови општина у Пловдивској области
- Грб општине Асеновград
- Грб општине Брезово
- Грб општине Карлово
- Грб општине Куклен
- Грб општине Пловдив
- Грб општине Првомај
- Грб општине Раковски

## Грбови општина у Варненској области
- Грб општине Завет
- Грб општине Исперих
- Грб општине Разград

## Грбови општина у Русенској области
- Грб општине Русе

## Грбови општина у Силистранској области
- Грб општине Силистра
- Грб општине Тутракан

## Грбови општина у Сливенској области
- Грб општине Нова Загора
- Грб општине Сливен
- Грб општине Тврдица

## Грбови општина у Смољанској области
- Грб општине Девин
- Грб општине Смољан

## Грбови општина у Софијској области
- Грб општине Ботевград
- Грб општине Годеч
- Грб општине Елин Пелин
- Грб општине Јетропоље
- Грб општине Правец
- Грб општине Самоков
- Грб општине Сливница
- Грб општине Златица
- Грб општине Пирдоп

## Грбови општина у Старозагорској области
- Грб општине Маглиж
- Грб општине Раднево
- Грб општине Стара Загора
- Грб општине Чирпан

## Грбови општина у Великотрновској области
- Грб општине Горња Орјаховица
- Грб општине Елена
- Грб општине Љасковец
- Грб општине Свиштов
- Грб општине Велико Трново

## Грбови општина у Трговишкој области
- Грб општине Антоново
- Грб општине Омуртаг
- Грб општине Опака
- Грб општине Попово
- Грб општине општине Трговиште

## Грбови општина у Ћустендилској области
- Грб општине Бобов Дол
- Грб општине Бобошево
- Грб општине Кочериново
- Грб општине Ћустендил
- Грб општине Рила
- Грб општине Сапарева Бања
- Грб општине Дупница

## Грбови општина у Хасковској области
- Грб општине Димитровград
- Грб општине Ивајловград
- Грб општине Маџарово
- Грб општине Свиленград
- Грб општине Тополовград
- Грб општине Харманли
- Грб општине Хасково

## Грбови општина у Шуменској области
- Грб општине Врбица
- Грб општине Велики Преслав
- Грб општине Смјадово
- Грб општине Шумен